# Hispanofonia
A hispanofonia corresponde à comunidade linguística que envolve todas as pessoas que têm em comum a língua espanhola, chamadas de hispanófonas (ou hispanofalantes, ou hispanoparlantes) (em castelhano: hispanohablante, hispanoparlante), e, a partir daí, compartilham os aspectos culturais semelhantes. Integrados a esta comunidade estão todos os que falam o espanhol, tanto como segunda língua quanto como língua materna. Essa diáspora provocada pelos falantes iniciais espalhou pelo mundo o idioma castelhano. Assim foi feita uma distribuição geográfica da língua espanhola, que compreende a análise da distribuição dos cerca de 500 milhões de hispanófonos que há no mundo. É o idioma oficial, ou cooficial, dos países hispano-americanos e da Espanha principalmente.[carece de fontes?]
Os termos "hispanofonia", "hispanófono", "hispanofalante" e "hispanoparlante" tem origem no nome da província romana de Hispânia.[carece de fontes?]

## Estatutos
Na tabela consideram-se tanto falantes como língua materna, como falantes como segunda língua.
| - Argentina - Bolívia - Chile - Colômbia - Costa Rica - Cuba - Ecuador - El Salvador | - Espanha - Guatemala - Guiné Equatorial - Honduras - México - Nicarágua - Panamá - Paraguai | - Peru - Puerto Rico - República Dominicana - Uruguai - Venezuela - Andorra - Belize |

| - Estados Unidos (depois do inglês) - Brasil (depois do português) - Paraguai (depois do guarani) - Aruba (depois de papiamento) | - Bonaire (depois de papiamento) - Gibraltar (depois do inglês) - Ilhas Virgens Americanas (depois do inglês) - São Martinho (depois do holandês) - Trinidad e Tobago (depois do inglês) - Saara Ocidental (depois do árabe) |

| - França (depois de francês e inglês) - Canadá (depois de inglês e francês) - Haiti (depois do haitiano e francês) | - Curaçao (depois de inglês e holandês) - Antilhas Neerlandesas (depois de inglês e holandês) |

| - Marrocos (depois do berbere [diferentes variedades dialectais], árabe [variante Hassania - territórios ocupados ao sul do Rio Draa - e Dariya -variante mais falada no Reino] e francês) |

| - Filipinas (depois de 8 línguas indígenas e o inglês, ainda que fosse língua fundacional - e língua franca- do Estado após sua independência) - Israel (como ladino) - Guam - Ilhas Marianas do Norte - Argélia | - Angola - Ilhas Marshall - Estados Federados da Micronésia - Palau - Turquia - Sudão do Sul |

### Como língua falada
O espanhol é falado em 135 países ou territórios, ainda que fundamentalmente em 55 deles, sendo o idioma mais falado em 27:
- América do Norte (2): Estados Unidos, e México.
- América Central (6): Costa Rica, Guatemala, Honduras, El Salvador, Nicarágua e Panamá.
- Caribe (5): Cuba, República Dominicana, Porto Rico e, em menor proporção, Aruba, Bonaire, Curaçao e Ilhas Virgens dos Estados Unidos.
- América do Sul (9): Argentina, Bolívia, Chile, Colômbia, Equador, Paraguai, Peru, Uruguai e Venezuela, Algumas cidades do Brasil.
- Europa (3): Andorra, Espanha, e em menor proporção, Gibraltar.
- África (6): Canárias, Ceuta, Guiné Equatorial, Marrocos, Melilla e Saara Ocidental.
- Ásia (4): Filipinas, Israel, Taiwan (as cidades de Ilan, Keelung e Tamsui) e Turquia.
- Oceania (3): Ilha de Páscoa, em menor proporção, Guam e Ilhas Marianas do Norte.[carece de fontes?]

### Como língua oficial

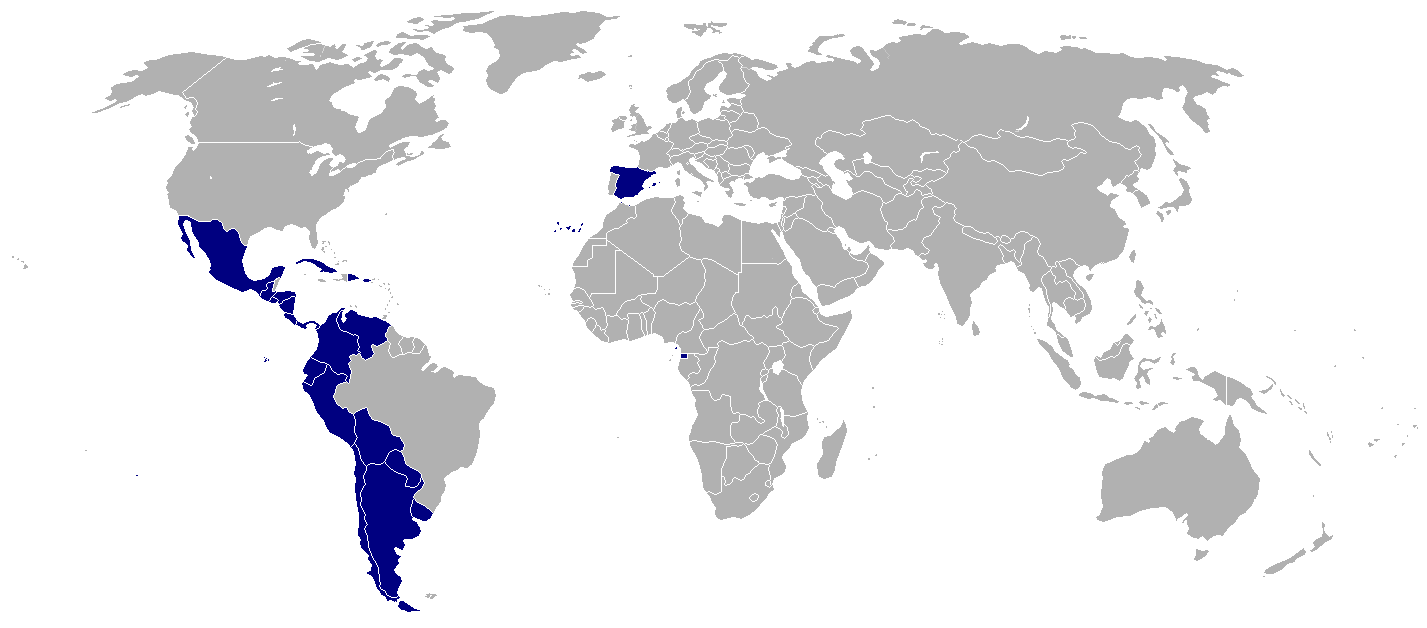
Lugares onde o espanhol é idioma oficial

Na tabela a seguir é possível perceber os países que possuem o espanhol como língua oficial, por número de hispanofalantes, incluindo nações como Belize, Andorra, Gibraltar e o Saara Ocidental, onde o idioma espanhol é falado por uma proporção significativa de sua população total.
[carece de fontes?]
| País                 | Quantidade  |
| -------------------- | ----------- |
| México               | 131.600.000 |
| Colômbia             | 51.500.000  |
| Espanha              | 46.700.000  |
| Argentina            | 46.000.000  |
| Peru                 | 27.191.000  |
| Venezuela            | 26.021.000  |
| Chile                | 15.795.000  |
| Guatemala            | 14.325.000  |
| Cuba                 | 11.285.000  |
| Equador              | 10.946.000  |
| República Dominicana | 8.850.000   |
| Honduras             | 7.267.000   |
| Bolívia              | 7.010.000   |
| El Salvador          | 6.859.000   |
| Paraguai             | 6.728.268   |
| Nicarágua            | 5.503.000   |
| Costa Rica           | 4.220.000   |
| Porto Rico           | 4.017.000   |
| Uruguai              | 3.442.000   |
| Panamá               | 3.108.000   |
| Guiné Equatorial     | 1.120.000   |
| Saara Ocidental      | 37.132      |
| Gibraltar            | 28.500      |

Observa-se que na América Latina há 16 países contíguos, desde a Terra do Fogo até o Rio Grande que formam um "continuum" de nações cuja língua oficial é o espanhol. Algo similar ocorre com as continuidades de países vizinhos falantes de Árabe na África e Oriente Médio também de Inglês e do Francês na África.

### Como língua não oficial
Na tabela a seguir é possível perceber a quantidade de hispanofalantes (nativos, por segunda língua e por língua estrangeira) para 2006, em países onde o espanhol não é língua oficial.
Os países em que não é oficial, mas é falado por mais de 100.000 pessoas (18): Alemanha, França, Reino Unido, Itália, Rússia, Suécia, Suíça, Marrocos, Israel, Filipinas, Antilhas Neerlandesas, Trindade e Tobago, Estados Unidos, Jamaica, Haiti, Canadá, Brasil e Austrália. Também há dois países em que o espanhol é o mais falado e não é oficial: Belize e Andorra.
Finalmente, noutros oito países e territórios, o espanhol é falado por mais do 10% da população: Aruba, Ilhas Caimão, Ilhas Malvinas, Ilhas Virgens Americanas, Turcas e Caicós, Gibraltar, Estado do Vaticano e Saara Ocidental.

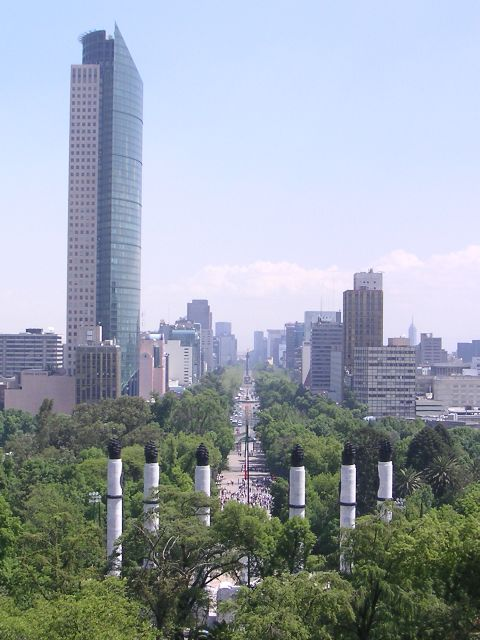
México, Distrito Federal; A cidade com a maior concentração de hispanofalantes no mundo.

| País           | Quantidade | Porcentagem |
| -------------- | ---------- | ----------- |
| Estados Unidos | 44.136.929 | 14,75%      |
| Filipinas      | 3.180.000  | 3%          |
| França         | 2.000.000  | 3,10%       |
| Brasil         | 1.015.056  | 0,55%       |
| Canadá         | 909.000    | 3%          |
| Marrocos       | 360.706    | 1,09%       |
| Belize         | 206.404    | 73,72%      |
| Andorra        | 50.322     | 70,06%      |

#### Estados Unidos
Nos Estados Unidos, o espanhol compartilha o status de língua oficial com o inglês no Estado Livre Associado de Porto Rico e no estado do Novo México goza de proteção constitucional, ainda que esse estado não tenha nenhuma língua oficial estabelecida por sua constituição. Em Nevada e Arizona, o espanhol é a segunda língua mais falada e sua situação é considerada pela quantidade de usuários. Os estados de Califórnia, Flórida e Nova Iorque contam também com milhões de hispanofalantes, mas sem que a língua espanhola seja oficial.

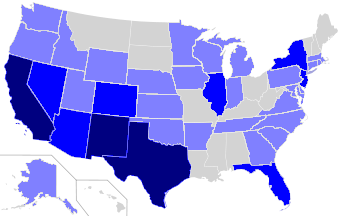
Espanhol nos EUA

As oficinas do censo estadunidense tinham registrado, em 1 de julho de 2007, uma população de 45,5 milhões de hispanofalantes nos Estados Unidos da América, o que equivale a 15,1% da população total (esta cifra não contabiliza os hispanos em situação ilegal, que somados superariam os 50 milhões). Segundo um estudo das oficinas do censo para 2007, 12,3% da população estadunidense é hispanófono nativo (já que falam espanhol no seio familiar). Do resto (até completar o 15,1%), a maioria fala espanhol como segunda língua com maior ou menor conhecimento, somando um total de mais de 40 milhões de hispanófonos.
Por outro lado, o espanhol é a língua mais estudada nos Estados Unidos, segundo dados fornecidos pelo Instituto Cervantes, há mais de seis milhões de estudantes.

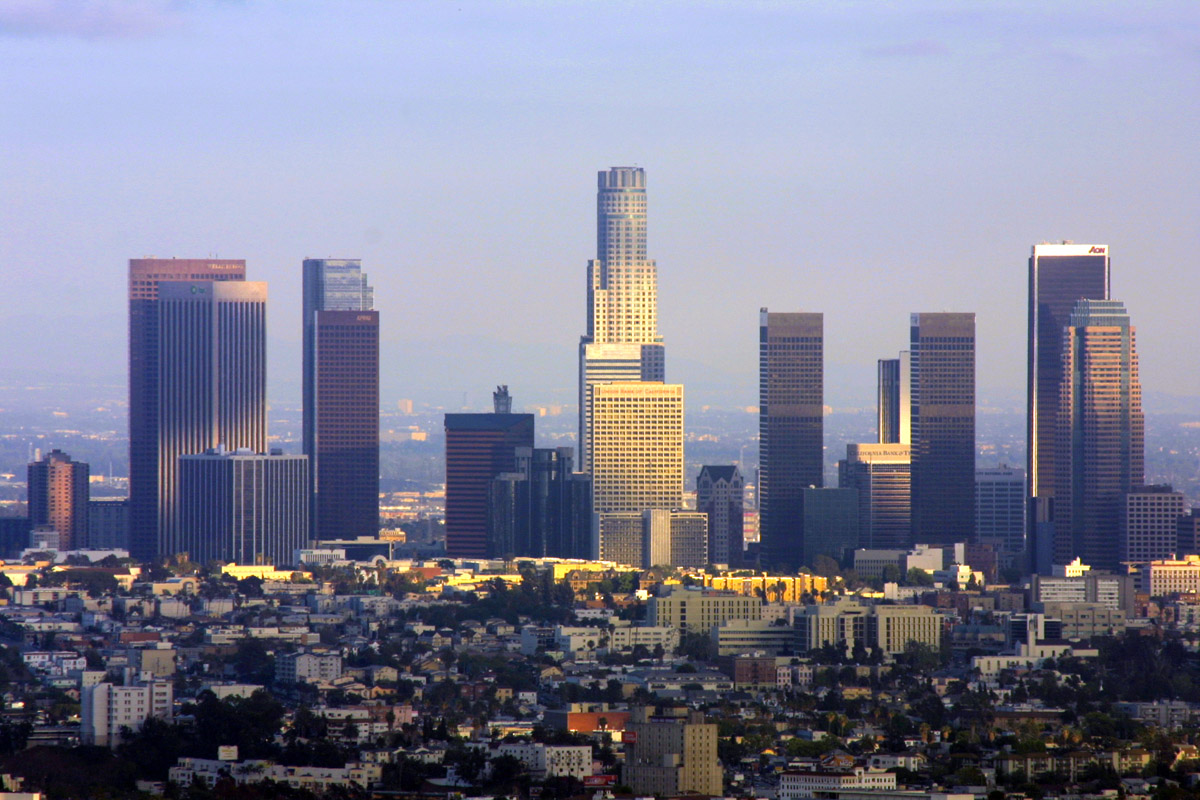
Los Angeles, Califórnia: a cidade é a que concentra mais hispanófonos em um país cuja língua oficial não é o espanhol.

#### Belize
Em Belize, onde o inglês é o idioma oficial, mas não o principal, o espanhol, apesar de não ser oficial é o idioma nativo de 50% da população, e é falado como um idioma secundário por outros 20%. Por tanto, neste país, o espanhol é o mais extensamente falado. O censo de 2000 registrou 180.170 hispanofalantes, dos quais 106.795 o tem como língua materna.
Todas as cidades de Belize têm porcentagens de hispanofalantes. Os mais elevados estão ao norte (por exemplo a Cidade de Corozal com cerca de 3/4 de sua população é hispanófona), e há uma maioria da população hispano-descendente do país no leste.

#### Filipinas
O caso das Filipinas, que foram uma colônia espanhola, se destaca por ser atípico já que não conseguiu sua independência através seus movimentos revolucionários do século XIX. E sim devido ao arquipélago ter sido invadido pelos Estados Unidos em 1899 se tornando uma colônia. E desde então, suas autoridades seguiram uma política de "des-hispanização" do país, e a imposição do inglês. Apesar de que no país havia entre 10% e 15% de hispanoparlantes (aproximadamente 900.000 pessoas) no início do século XX, e que sua primeira Constituição (promulgada em 1899) estabeleceu o espanhol como língua oficial. Mas, as autoridades americanas foram removendo progressivamente a língua espanhola. Primeiro pela Lei Nº. 190 de 1906: o inglês é o idioma oficial nos tribunais e na justiça em geral, entendida e reafirmada sua aplicação em 1911 (a lei Nº. 1427) e por decretos e legislações posteriores.
Na primeira década de 1900, o espanhol foi substituído pelo inglês como língua básica em colégios e universidades, e como a língua oficial das Filipinas juntamente com o tagalo. Outro motivo foi a Guerra entre Estados Unidos e Filipinas entre (1899-1903) aonde morreram quase um milhão de filipinos, muito deles descendentes de famílias espanholas, diminuindo ainda mais a comunidade hispanófona. Em meados do século XX se estimava que somente 200.000 filipinos com o espanhol como língua materna. O segundo grande declive do espanhol no país aconteceu durante a Segunda Guerra Mundial, quando o bairro manilense de Intramuros foi bombardeado, destruindo o centro da cultura hispana no país. Após este incidente,os sobreviventes foram forçados a emigrar do país.
Hoje possivelmente são menos de dez mil pessoas que falam espanhol como língua materna nas Filipinas (ainda que se estime que mais de dois milhões o falem como língua secundária). Entretanto, o espanhol existe de forma subjacente em nomes e sobrenomes, topônimos de ruas e cidades, e em incontáveis palavras e expressões derivadas nas línguas locais (tagalo, ilocano, cebuano etc). Também existe uma forma de crioulo espanhol chamado chabacano, falado por quase meio milhão de filipinos em zonas do sul como Zamboanga, Cotabato, Basilán, Porto Princesa, e Davau, além de certos das principais aglomerações urbanas como Manila e Cebu. O espanhol foi idioma oficial até a promulgação da Constituição de 1973 e de ensino obrigatório nas escolas até 1987.
Segundo o censo de 1990, só 0.01% falam espanhol como primeira língua (2.658 falantes). O Ministério de Assuntos Exteriores espanhol, estimou em 2.900.000 os falantes de espanhol em 1997 (ou 2%) como primeira e segunda língua. Antonio Quilis no Calendário Atlante de Agostini 1997, estimou em 1.816.389 os falantes de espanhol, e 689.000 os de chabacano (espanhol crioulo). Em 2006, o Instituto Cervantes de Manila e o Conselho de Educação da Embaixada da Espanha em coordenação com a Academia Filipina da Língua Espanhola, estimaram que havia 3.180.000 hispanofalantes. Esta cifra inclui os que falam espanhol como primeira, segunda e/ou terceira língua.
Também é afirmado que desde a abertura do Instituto Cervantes em Manila (1991) seu uso está crescendo.

#### Brasil
No Brasil, com seus vizinhos hispanófonos (especialmente devido a ser membro do Mercosul) e o crescente interesse econômico da Espanha, é feita uma grande promoção do espanhol no país, já que é o único que tem condições de se tornar a potência regional máxima na América do Sul. Em 6 de agosto de 2005, o Presidente Lula sancionou uma lei aprovada no Congresso (conhecida como Lei do Espanhol), que estava engavetada desde 1991, e que obriga as escolas de ensino médio do país a oferecer o espanhol como matéria obrigatória.
Na realidade, o espanhol já possuiu relativa influência no Brasil. Foi a língua oficial de algumas áreas de Santa Catarina e do Rio Grande do Sul, quando foram territórios espanhóis (e depois foram transferidos para Portugal em troca da Guiné Equatorial segundo o tratado de Santo Ildefonso de 1777). Os locais aonde o espanhol deixou características marcantes na sua forma de falar são: Porto Alegre, Uruguaiana, Florianópolis, Rio de Janeiro, São Paulo, Rio Branco, Boa Vista e Porto Velho.[carece de fontes?]

#### Países da Europa

Conhecimento do espanhol na União Europeia.

Segundo dados do Eurobarômetro (24 de fevereiro de 2006), na UE, dos 25 15% da população fala espanhol como língua materna ou como língua estrangeira. Dos 463.646.244 habitantes da UE em 1 de janeiro de 2006,ou seja aproximadamente 70 milhões de pessoas falam espanhol. No entanto, esta cifra torna-se "pequena" comparada aos 51% que falam inglês, 32%, alemão ou 26%, francês. Desta mesma fonte conclui-se que há cerca de 19 milhões de europeus que falam espanhol corretamente fora da Espanha. Esta cifra poderá incluir imigrantes procedentes de países hispanofalantes ou pessoas que dominam o espanhol como língua estrangeira.[carece de fontes?]
Na França, há dois milhões de estudantes de espanhol, um milhão no Reino Unido, meio milhão na Alemanha, e nos países nórdicos cada vez é mais estudado, segundo o Instituto Cervantes. No total, 3,5 milhões de europeus estudam espanhol fora da Espanha, na UE (25).
Segundo o Eurobarômetro, na Espanha, o castelhano é a língua materna de 89% da população, 9% fala castelhano como segunda língua e 1% como terceira e outro 1% não tem conhecimento. O catalão é língua materna de 9% dos espanhóis; o galego, de 5%; e o basco, de 1%. Só 3% dos residentes na Espanha tem como língua materna uma língua distinta, seja um idioma oficial da UE (1%) ou de outro país fora do bloco (2%).
O espanhol é a primeira língua materna de Andorra na frente do catalão e do francês. O Estado do Vaticano utiliza o espanhol nos meios de comunicação e documentos oficiais.

#### Canadá
Em 2001, o espanhol estava na sétima posição no Canadá, com 245.495 hispanofalantes, em 2006 se manteve no mesmo patamar, mas com 345.345 hispanoparlantes. Seu crescimento é de 14% ao ano. As estimativas do total de hispanófonos cresceram até os 520.260, porém,o Print Measurement Bureau totaliza 909.000 hispanofalantes maiores de 12 anos. Esta mesma fonte assegurava a "Média no Canada" a data de 11 de outubro de 2006, em que o número de hispanofalantes é de quase um milhão, sendo o espanhol, desde 2005, a terceira língua mais falada do Canadá atrás do inglês e do francês. É uma das regiões do mundo onde cresce mais rápido. Nas províncias de Ontário, Quebec, Colúmbia Britânica e Alberta, estão localizados 85% da população hispanofalante do Canadá. Nas grandes cidades como Toronto, Montreal, Vancouver, Ottawa, Calgary, Edmonton, Quebec e Winnipeg o espanhol se tornou cotidiano.Também existem meios de comunicação de grande circulação como Diario El Popular de Toronto e o Canadá Hoy de Vancouver, são os principais jornais em espanhol do Canadá; também existem outros como El Correo Canadiense em Toronto e El Mensajero em Gatineau, que é semanal. No pais também há canais de TV em espanhol, como Nuevo Mundo TV o TLN da Telelatino Network, que tem programas produzidos no Canadá. Também há a possibilidade de acesso da TV Chile, da TV Azteca, da Telemundo e da Televisa, por meio de televisão por assinatura. As transmissões em espanhol da Radio Canada International são diárias. Enquanto os portais da internet como TorontoHispano.com ou HolaCalgary.com são as principais referências.
Atualmente há somente um Instituto Cervantes em Calgary, mas está previsto a instalação de outros dois em Toronto e Montreal. No Canadá, o idioma espanhol superou o italiano como terceiro idioma urbano europeu mais falado (além do inglês e do francês,as línguas oficiais).

#### Marrocos
No Marrocos, as colônias hispânicas mais importantes estão situadas em: Casablanca,Fez, Rabat, Tânger, Tetuán, Nador, Larache, Al Hoceima e Agadir.
O interesse em aprender espanhol é muito grande, por isso há cinco Institutos Cervantes em Marrocos. No ensino secundário há ao menos 58.382 estudantes de espanhol, segundo o Instituto Cervantes. Ainda que não exista cifras que mostrem com exatidão o número de falantes de espanhol que há em Marrocos de forma definitiva, há os artigos que revelam que entre 4 e 7 milhões de pessoas conhecem e utilizam o espanhol em Marrocos (Ammadi, 2002).

#### Outros países

Países do mundo onde se estuda espanhol

As regiões americanas onde o espanhol praticamente não tem desenvolvimento são: asPequenas Antilhas (as exceções são Trinidad e Tobago, Aruba e Antilhas Neerlandesas), Guianas, Groenlândia e Bermudas.
Ainda que no território britânico de Gibraltar a língua não tenha status de língua oficial, é conhecido pela maior parte da população, mesmo que seu uso seja secundário (após o inglês).
Em outros países, o espanhol, apesar da falta do caráter oficial, é falado por uma parte considerável, Aruba (85%), Belize (60%) e Curaçao (65%). Por minorias em Gibraltar (47%), Bonaire (35% aproximadamente), São Martinho, Haiti, Jamaica e Trinidad e Tobago e escassas minorias como no Saara Ocidental (no território controlado pela Frente Polisário), e pelas comunidades sefarditas no Marrocos, em Israel e nos Bálcãs (Albânia, Bósnia e Herzegovina, Bulgária, Croácia, Grécia, Macedônia do Norte, Montenegro, Sérvia e a parte europeia da Turquia).
Existem algumas comunidades hispanas consideráveis nas cidades de Toronto, Montreal, Vancouver, Ottawa, Calgary, Edmonton, Port-au-Prince, Sydney, Melbourne, Brisbane, Perth, Adelaide, Kingston, Luena, Wellington e Auckland. Em algumas cidades fronteiriças dos Estados Unidos, o número beira a quase 100% como em Calexico, Yuma, Laredo, McAllen, Brownsville e El Paso.
Na Austrália, o censo de 2001 registrou 93.593 hispanofalantes e na Nova Zelândia, 14.676. Também há minorias hispanas no Havaí, em Guam,na Samoa Americana, e outros territórios americanos no Pacífico.
Outros lugares onde o espanhol tem presença é Luena, em Angola, devido à presença do do exército cubano, e Tinduf, na Argélia, devido à presença de refugiados saarauis.

### Em organizações internacionais
O castelhano também é uma das línguas oficiais de sete importantes organismos internacionais: Nações Unidas, Organização de Estados Ibero-Americanos para a Educação, Ciência e Cultura, União de Nações Sul-Americanas, Organização dos Estados Americanos, União Europeia, União Africana, Organização da Unidade Africana e União Latina.
No conjunto, o espanhol é um dos três grandes idiomas internacionais em organismos internacionais (junto com o inglês e o francês) sendo língua oficial ou de trabalho na maior parte dos organismos mundiais: ONU, UNESCO, OMC, Interpol, FIFA, OMPI, OIT, OMT, OMM, UIT, FAO, etc.